# Medaglia al valore dell'esercito
La medaglia al valore dell'Esercito è una decorazione di merito della Repubblica Italiana.

## Storia
La medaglia venne istituita con D. P. R. 26 luglio 1974 n. 300 con l'intento di premiare quanti, militari, si fossero particolarmente distinti a favore dell'Esercito Italiano o avessero compiuto uno o più atti meritori e commendevoli in sommo grado.

## Descrizione
Nelle prime due classi (oro, argento) la medaglia viene concessa quando l'azione compiuta ha comportato gravi o gravissimi pericoli di vita, mentre la medaglia di bronzo è concessa per atti o imprese di particolare coraggio e perizia, compiuti però senza manifesto pericolo di morte.

## Insegne
La medaglia è costituita da un tondo d'oro, argento o bronzo a seconda della classe, riportante sul diritto un trofeo militare attorniato dalla scritta "Al Valore dell'Esercito". Il retro della medaglia raffigura due rami d'alloro intrecciati a corona.
Il nastro è blu attorniato da due strisce gialle per parte e con al centro una stella di materiale differente a seconda del grado (oro, argento o bronzo).